# أندرو بينبريدج
أندرو بينبريدج (بالإنجليزية: Andrew Bainbridge)‏ مصرفي بريطاني.

## النشأة والتعليم
حائز على درجة الليسانس في الحقوق وهو زميل للمعهد القانوني للمصرفيين.

## المسيرة المهنية
انضم إلى بنك باركليز في سبتمبر 1989 واستمر فيه حتى أكتوبر 2004. انتقل للعمل في باركليز أفريقيا والشرق الأوسط من نوفمبر 2004 إلى نوفمبر 2005. ثم انتقل للعمل مدير إداري في باركليز أفريقيا من أكتوبر 2005 إلى ديسمبر 2006. كان مسؤول عن توجيه وقيادة الأعمال في 9 دول وأكثر من مليون عميل و7000 موظف. بالإضافة إلى دفع أداء الأعمال وجدول الأعمال الاستراتيجي وأدى أيضا إلى نقل مكتب جنوب إفريقيا إلى أبسا والتحضير والعناية الواجبة لعمليات نقل الشبكة الأفريقية. عمل إداريا غير تنفيذي في باركليز سيشيل وزمبابوي وزامبيا وبوتسوانا وكينيا وغانا من 2003 إلى 2007. عمل الرئيس التنفيذي للعمليات في أسواق باركليز الناشئة من يناير إلى يوليو 2007 وكان مسؤول عن تكنولوجيا المعلومات والعمليات والامتثال والشؤون القانونية والشؤون المؤسسية والمشاريع عبر قسم الأسواق الناشئة في بنك باركليز. أيضا مدير الشركة للأسواق الجديدة حتى يونيو 2007. أيضا كان يعمل إداري غير تنفيذي في صندوق البنية التحتية لأفريقيا الناشئة من يناير 2005 إلى أغسطس 2007 وكانت مهمته إنشاء مجتمع المانحين بدعم من بنكين رائدين لتوفير تمويل طويل الأجل لتطوير البنية التحتية عبر الاقتصادات الناشئة في إفريقيا.
انتقل للعمل رئيس تنفيذي في بنك بي إم آي بالبحرين (بنك مسقط الدولي سابقا) من أغسطس 2007 إلى أغسطس 2010. قام بتطوير أعمال مهمة في الأسواق الناشئة من هذه القاعدة. أعلن بنك بي إم آي عن تأسيس أول فرع له في السوق القطري. وسيركز الفرع الجديد بصورة مبدئية على تأسيس موطئ قدم في قطر وتوفير التسهيلات الائتمانية للعملاء من الشركات بما في ذلك تسهيلات رأس المال التشغيلي والتعاملات الآجلة والمنتجات التجارية ومنتجات الخزينة والإيداعات الآجلة بالإضافة إلى أعمال الصيرفة الخاصة وخدمات التجارة العالمية. وقال بينبريدج «إن هذا الفرع سيمكننا من الوجود الفعلي في قطر ومن التغلغل في أحد أكثر الأسواق جذبا في المنطقة والذي يمتاز بنمو اقتصادي متصل وأداء قوي للقطاع المصرفي».
كما كان يعمل في نفس الفترة عضو غير تنفيذي ورئيس لجنة المراجعة في بنك نوفو (مؤسسة مصرفية تجارية دولية من سيشل) من نوفمبر 2007 إلى أغسطس 2010. كما عمل في نفس الفترة عضو غير تنفيذي ورئيس لجنة المراجعة في بنك الخليج الأفريقي من يناير 2008 إلى أغسطس 2010.
انتقل للعمل في شركة غارانتكو حيث عمل عضو غير تنفيذي ورئيس لجنة المراجعة من يناير 2007 إلى فبراير 2013. وكانت مهمته هي المساعدة على تطوير الأسواق المالية في البلدان الأقل نموا من خلال توفير دعم الضمان لتمكين إصدار السندات والديون المقومة بالعملة المحلية. ثم ترقى إلى رئيس للشركة من مارس 2013 إلى ديسمبر 2017. وكان مهمته المساعدة في التطوير المستمر للأسواق المالية في البلدان الأقل نموا من خلال توفير دعم الضمان لتمكين الاقتراض بالعملة المحلية من خلال البنوك و / أو إصدارات السندات من أجل تمويل تطوير البنية التحتية.
انتقل للعمل مسؤول الائتمان الإقليمي الأول الغربي والخدمات المصرفية للشركات ورئيس المخاطر الغربية في بنك ستاندرد تشارترد دبي من سبتمبر 2010 إلى ديسمبر 2013. كان كبير مسؤولي المخاطر في النصف الغربي من الكرة الأرضية في بنك ستاندرد تشارترد وأيضا كبير مسؤولي الائتمان في الغرب لبنك البيع بالجملة. ثم انتقل للعمل الرئيس العالمي للعملاء التجاريين في ستاندرد تشارترد سنغافورة من يناير 2014 إلى ديسمبر 2015. ثم انتقل للعمل رئيس مجموعة برنامج المعالجة الإشرافية بالولايات المتحدة في بنك ستاندرد تشارترد نيويورك من يناير 2016 إلى ديسمبر 2017.
عين عضو لجنة الاستثمار في مجموعة تطوير القمة من يونيو 2012 إلى ديسمبر 2013.
انتقل للعمل الرئيس التنفيذي لمجموعة بنك موريشيوس الوطني القابضة في موريشيوس من يناير 2018 إلى أغسطس 2019. عمل بدوام جزئي عضو مجلس إدارة في مجموعة بنك موريشيوس الوطني القابضة وبنك موريشيوس الوطني كينيا من أغسطس 2019 إلى أغسطس 2020 وفي بنك موريشيوس الوطني الهند من أغسطس 2019 إلى أغسطس 2021.
يتولى رئاسة شركة مرفق أزمة البنية التحتية تجمع الديون من أكتوبر 2009 وهي شركة صندوق ديون مهمتها تسهيل صممته مؤسسة التمويل الدولية بتمويل أولي من الحكومة الألمانية. مهمتها هي ضمان سد فجوات التمويل الناجمة عن انخفاض شهية القطاع الخاص لتمويل البنية التحتية بحيث تستمر مشاريع البنية التحتية المطلوبة في جميع أنحاء العالم النامي.
كما يتولى حاليا رئاسة مجموعة تطوير البنية التحتية الخاصة المحدودة في المملكة المتحدة من مارس 2018 وهي شركة تنموية ممولة من جهات مانحة متعددة تعمل عبر دورة التنمية وتستخدم الأموال العامة لمعالجة إخفاقات السوق وجذب القطاع الخاص وخلق حياة أفضل للناس في الدول الأكثر تحديا في العالم.
أيضا هو شريك - صناديق الائتمان في شركة غيتواي وشركائه في الإمارات من سبتمبر 2019.
كذلك هو رئيس شركة كيبل آند وايرلس سيشل من نوفمبر 2019.
وأيضا يعمل بدوام جزئي مدير غير تنفيذي في بنك نوفو من يوليو 2021.